# Malcolm Chisholm (Chemiker)

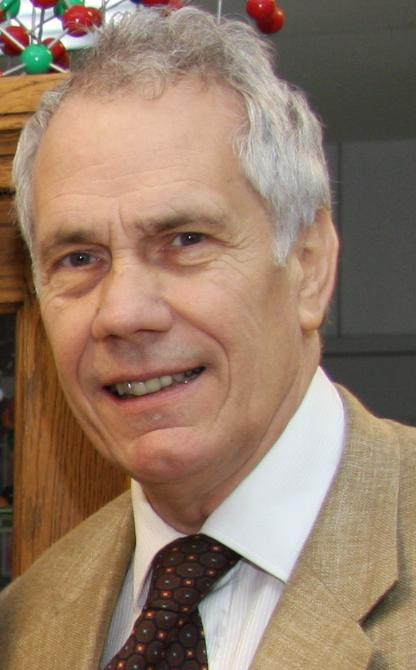
Malcolm Chisholm, 2009

Malcolm Harold Chisholm (* 15. Oktober 1945 in Bombay; † 20. November 2015) war ein britischer Chemiker (Anorganische und Organo-Metallische Chemie).
Chisholm studierte am Queen Mary College der Universität London Chemie mit dem Bachelor-Abschluss 1966  1969 promovierte er bei Donald C. Bradley an der Queen Mary University of London. Von 1972 bis 1978 war er Assistant Professor an der Princeton University, ab 1978 Associate Professor und später Professor an der Indiana University Bloomington und ab 2000 Professor an der Ohio State University. Dort ist er Distinguished University Professor.
Er befasst sich unter anderem mit Metall-Metall-Mehrfachbindungen (M-M Multiple Bonds) mit Anwendungen in Katalyse und molekularer Elektronik, mit metall-organischen Polymeren, Flüssigkristallen mit Metall-Ionen, und neuen Synthesewegen für Polymere aus erneuerbaren Ressourcen.
1981 erhielt er einen Ehrendoktor (D.Sc.) der Universität London und 1986 war er Clare Hall Fellow an der Universität Cambridge. 1986/87 war er Guggenheim Fellow. 1987 erhielt er die Buck Whitney Medal der American Chemical Society (ACS), 1979 die Corday-Morgan-Medaille der Royal Society of Chemistry, deren Nyholm Medal er erhielt, und 1999 die Davy-Medaille. Er war Fellow der Royal Society, der Royal Society of Chemistry und der American Association for the Advancement of Science. 1987/88 war er Vorstand der Abteilung Anorganische Chemie der ACS. Seit 2004 war er Mitglied der Leopoldina und der American Academy of Arts and Sciences, seit 2005 der National Academy of Sciences.
Er war seit 1982 verheiratet und hatte drei Kinder.